# Lukkemuskel
En lukkemuskel (eller ringmuskel) er en muskel, der forhindrer at mad, afføring eller urin kommer længere i systemet, end ønskeligt på pågældende tidspunkt. Der er en lukkemuskel i hver sin ende af mavesækken. Den øverste, for at indholdet i mavesækken ikke ryger op i spiserøret og den nederste forhindrer mavens indhold i at ryge ud i tolvfingertarmen, før maven er færdig med at fordøje maden. Derudover har man også en lukkemuskel for enden af endetarmen, så man selv kan styre, hvornår afføringen skal forlade kroppen. Man har også en lukkemuskel ved urinblæren. Dermed kan man også – til en vis grad – selv bestemme, hvornår man vil tisse. 
I modsætning til lukkemusklerne ved mavesækken, er lukkemusklen ved endetarmen og urinblæren under viljens kontrol. Det vil sige, at man selv kan styre dem.